# Nikolay Anikin
Nikolay Anikin (n. 25 ianuarie 1932, Ishim, Regiunea Tiumen, Rusia – d. 14 noiembrie 2009, Duluth, Minnesota, SUA) a fost un schior de fond ce a reprezentat Uniunea Republicilor Sovietice Socialiste, medaliat olimpic. A participat la două ediții ale Jocurilor Olimpice (1956, 1960) în care a câștigat o medalie de aur și două medalii de bronz.